# Rio Dumbrăvanu
O Rio Dumbrăvanu é um rio da Romênia, afluente do Coza, localizado no distrito de Vrancea.